# Boulguin (Séguénéga)
Pour les articles homonymes, voir Boulguin.
Boulguin est une localité située dans le département de Séguénéga de la province du Yatenga dans la région Nord au Burkina Faso.

## Géographie
Boulguin se trouve à environ 14 km au nord-est du centre de Séguénéga, le chef-lieu du département, et de la route nationale 15 ainsi qu'à 10 km au nord-ouest de Zomkalga-Marancé.

## Santé et éducation
Le centre de soins le plus proche de Boulguin est le centre de santé et de promotion sociale (CSPS) de Zomkalga-Marancé tandis que le centre médical avec antenne chirurgicale (CMA) se trouve à Séguénéga.
Le village possède une école primaire publique.